# 임준섭
임준섭(林準燮, 1989년 7월 16일~)은 전 KBO 리그 롯데 자이언츠의 투수이다.

## 아마추어 시절
부산중학교 때 외야수로 활동했고, 개성고등학교 진학 후 투수로 전향했다.

## KIA 타이거즈시절
2012년 2라운드 7순위로 지명받아 입단했고, 팔꿈치 수술을 받아 재활군에 머물렀다. 2013년 시범 경기에서 좋은 활약을 펼쳤다. 시즌 초반 재활 중이던 윤석민 대신 선발 로테이션에 포함됐다. 2013년 4월 3일 한화 이글스와의 경기에 선발 등판해 6이닝 무실점을 기록하며 데뷔전에서 승리 투수가 됐다. 4월 9일 두산 베어스와의 경기에 선발 등판해 1.1이닝 4실점으로 부진했다.

## 한화 이글스시절
2015년 5월 6일 당시 KIA 타이거즈 소속이었던 그와 박성호, 이종환, 한화 이글스 소속이었던 유창식, 김광수, 노수광, 오준혁과 4:3 트레이드를 통해 이적하였다.
이적 후 팔꿈치 부상이 재발해 잔여 시즌 동안 재활군에 머물렀고, 이듬해 스프링 캠프 중 팔꿈치 통증으로 다시 수술대에 올랐다. 팔꿈치 인대 접합 수술을 받은 후 2016년 5월 말 사회복무요원(양정초등학교 야구부 코치)으로 대체 복무했다. 2022년 10월에 방출됐다.

## SSG 랜더스시절
2022년 11월에 입단하였다. 2023년 11월에 방출됐다.

## 롯데 자이언츠시절
2023년 12월에 입단하였다.

## 출신 학교
- 대연초등학교
- 부산중학교
- 개성고등학교
- 경성대학교

## 통산 기록
| 연도 | 팀명   | 평균자책점 | 경기 | 완투 | 완봉 | 승 | 패 | 세 | 홀 | 승률  | 타자 | 이닝 | 피안타 | 피홈런 | 볼넷 | 사구 | 탈삼진 | 실점 | 자책점 |
| ---- | ------ | ---------- | ---- | ---- | ---- | -- | -- | -- | -- | ----- | ---- | ---- | ------ | ------ | ---- | ---- | ------ | ---- | ------ |
| 2013 | KIA    | 5.23       | 36   | 0    | 0    | 4  | 8  | 0  | 2  | 0.333 | 487  | 105  | 116    | 10     | 67   | 8    | 55     | 66   | 61     |
| 2014 | KIA    | 6.06       | 29   | 1    | 1    | 5  | 11 | 0  | 0  | 0.313 | 588  | 130⅔ | 157    | 15     | 67   | 6    | 54     | 95   | 88     |
| 2015 | 한화   | 3.72       | 22   | 0    | 0    | 1  | 0  | 0  | 2  | 1.000 | 95   | 19⅓  | 26     | 1      | 13   | 0    | 18     | 12   | 8      |
| 2018 | 한화   | 4.32       | 10   | 0    | 0    | 1  | 0  | 0  | 0  | 1.000 | 34   | 8⅓   | 8      | 1      | 6    | 1    | 6      | 4    | 4      |
| 2019 | 한화   | 4.20       | 34   | 0    | 0    | 1  | 3  | 0  | 1  | 0.250 | 230  | 49⅓  | 56     | 1      | 28   | 1    | 26     | 30   | 23     |
| 2020 | 한화   | 13.50      | 10   | 0    | 0    | 0  | 2  | 0  | 1  | 0.000 | 49   | 8⅔   | 18     | 1      | 6    | 0    | 6      | 13   | 13     |
| 2021 | 한화   | 10.97      | 13   | 0    | 0    | 0  | 0  | 0  | 0  | -     | 64   | 10⅔  | 19     | 1      | 8    | 4    | 11     | 18   | 13     |
| 2022 | 한화   | 2.45       | 5    | 0    | 0    | 0  | 0  | 0  | 0  | -     | 18   | 3⅔   | 5      | 0      | 1    | 1    | 0      | 1    | 1      |
| 2023 | SSG    | 5.79       | 41   | 0    | 0    | 0  | 2  | 0  | 4  | 0.000 | 155  | 33⅔  | 44     | 1      | 19   | 1    | 26     | 25   | 21     |
| 2024 | 롯데   | 7.94       | 24   | 0    | 0    | 0  | 0  | 0  | 2  | -     | 56   | 11⅓  | 12     | 0      | 11   | 3    | 3      | 11   | 10     |
| 통산 | 10시즌 | 5.74       | 224  | 1    | 1    | 12 | 26 | 0  | 12 | 0.316 | 1776 | 379⅔ | 481    | 31     | 226  | 25   | 275    | 264  | 232    |